# Vreni Giger
Vreni Giger (* 26. November 1973 in Teufen AR) ist eine Schweizer Köchin. 2003 wurde sie von der Schweizer Ausgabe des Restaurantführers Gault-Millau mit einem der ersten Titel als «Schweizer Köchin des Jahres» ausgezeichnet. Sie machte sich mit ihrer Philosophie der saisonalen Frischmarktküche mit regionalen sowie nachhaltigen Produkten einen Namen.

## Werdegang
In einer traditionellen Bauernfamilie aufgewachsen, musste Vreni Giger schon früh im Haushalt helfen. Während ihre drei älteren Brüder im Stall arbeiteten, kochte sie für die Familie. Schon sehr jung wusste sie, dass sie Köchin werden wollte. Von 1990 bis 1993 absolvierte Vreni Giger im Hotel «Linde» in Teufen ihre Kochlehre. Anschliessend kochte sie in Turi Maags «Blumenau» in Lömmenschwil. Es folgten unter anderem Engagements in der «Eichmühle» Wädenswil und in Roland Jöhris «Talvo» in Champfèr.
Von 1997 bis 2016 wirkte sie als Küchenchefin im «Jägerhof» in St. Gallen, in dem sie 2003 auch Teilhaberin wurde. Im selben Jahr war sie von Gault-Millau Schweiz zur «Schweizer Köchin des Jahres» erkoren worden. Ab 2004 bewertete dieser Restaurantführer Gigers Küchenleistung konstant mit 17 von 20 Punkten, was den Jägerhof zu einer der besten Adressen für Gourmets in der Ostschweiz machte.
Von 2016 bis Sommer 2025 war Giger Betriebsleiterin und Gastgeberin in den «Restaurants Rigiblick» der ZFV-Unternehmungen am Zürichberg. Unter ihrer Leitung wurde der «Rigiblick by Vreni Giger» ab 2018 bis 2022 im Guide Michelin mit einem Stern und zuletzt noch mit dem «Michelin Bib Gourmand» ausgezeichnet. Bei Gault-Millau erfolgte die Bewertung noch mit 14 Punkten bzw. zwei Hauben.

## Auszeichnungen
- 2003 Köchin des Jahres, Gault-Millau Schweiz
- 2018 Erster Michelin-Stern

## Kochbuch
- Meine Frischmarkt-Küche. AT Verlag, Aarau 2011, ISBN 978-3-03800-603-9.